# Chanoinesses de la Croix
Les Chanoinesses de la Croix sont un institut de vie consacrée de chanoinesses régulières catéchistes et contemplatives de droit pontifical.

## Historique
L'institut est fondé à Lima en 1919 par Thérèse Candamo Álvarez-Calderon (1875-1953), en religion Mère Thérèse de la Croix, avec le consentement d'Emilio Francisco Lisson Chaves, archevêque de Lima. Les chanoinesses de la Croix sont érigées en institut religieux de droit diocésain le 14 septembre 1919 et leurs constitutions sont approuvées en 1925.

## Activités et diffusion
Les chanoinesses de la Croix se dédient à la catéchèse et à l'animation liturgique dans les paroisses.
La maison-mère est à Lima. 
En 2017, l'institut comptait 221 religieuses dans 41 maisons.